# Agathe Kim A-gi
Agathe Kim A-gi (en coréen 김아기 아가타) est une laïque chrétienne coréenne, martyre et sainte, née en 1787 à Séoul en Corée, morte décapitée le 24 mai 1839 à côté de Séoul.
Reconnue martyre et béatifiée en 1925 par Pie XI, elle est solennellement canonisée à Séoul par le pape Jean-Paul II le 6 mai 1984 avec les autres martyrs de Corée. 
Sainte Agathe Kim A-gi est fêtée le 24 mai et le 20 septembre.

## Biographie
Agathe Kim A-gi naît en 1787 à Séoul en Corée. De famille non chrétienne et sans lien avec le catholicisme, elle grandit dans le confucianisme. 
Elle épouse un homme de la même condition. Ils suivent les préceptes confucéens et n'ont jamais entendu l'enseignement chrétien. Le catholicisme passe même pour une doctrine inconvenante, et ni elle ni son mari ne s'intéresse, jusqu'à la visite de sa sœur.
Agathe Kim reçoit la visite de sa sœur aînée, qui l'invite à abandonner ce qu'elle appelle des superstitions, et lui parle du Christ et du catholicisme. Après avoir écouté sa sœur, Agathe Kim désire suivre cette voie. Elle est consciente des difficultés culturelles et matérielles que cela représente, éloignée de tout lien avec l'Église. Mais elle accepte quelles que soient les souffrances et les difficultés rencontrées en raison de sa décision de se comporter selon ce qu'elle perçoit comme la vérité de Dieu.
Adhérant ainsi tardivement au catholicisme, elle grandit rapidement dans la ferveur. Elle a cependant beaucoup de mal à apprendre la doctrine et les prières du matin et du soir ; elle est connue comme la femme qui ne connaît que « Jésus, Marie ».
Lors de la persécution, Agathe Kim A-gi est arrêtée en septembre 1836, le même jour que Madeleine Kim Ob-i et Barbara Han A-gi. Interrogée, elle dit ne connaître que Jésus et Marie, mais refuse de les renier, malgré les tortures qu'elle endure. Elle est très bien accueillie et félicitée en prison par les autres catholiques. N'ayant pas pu apprendre la doctrine et les prières, elle n'avait pas été baptisée auparavant. Elle est la première prisonnière coréenne à recevoir le baptême.
Agathe Kim A-gi est décapitée plus de deux ans après son arrestation, le 24 mai 1839 à l'extérieur de Séoul, à la Petite porte de l'Ouest,.

## Canonisation
Agathe Kim A-gi est reconnue martyre par décret du Saint-Siège le 9 mai 1925 et ainsi proclamée vénérable. Elle est béatifiée (proclamée bienheureuse) le 5 juillet suivant par le pape Pie XI.
Elle est canonisée (proclamée sainte) par le pape Jean-Paul II le 6 mai 1984 à Séoul en même temps que les autres martyrs de Corée,. 
Sainte Agathe Kim A-gi est fêtée le 24 mai, jour anniversaire de sa mort, et le 20 septembre, qui est la date commune de célébration des martyrs de Corée.